# Бірлік (Мунайлинський район)
Бірлі́к (каз. Бірлік) — село у складі Мунайлинського району Мангистауської області Казахстану. Входить до складу Кизилтобинського сільського округу.
Населення — 102 особи (2021; 830 у 2009).